# HD 61749
HD 61749，又名BD-07 2118，SAO 134969、HR 2958，是一颗恒星，视星等为6.01，位于銀經225.9，銀緯7.04，其B1900.0坐标为赤經7h 35m 45.3s，赤緯-7° 7.04′ 13″。